# Romantic Night
Albums de Mari Hamada
Lunatic Doll
(21 avril 1983) Misty Lady
(21 juin 1984)
Compilations par Mari Hamada
First Period
(5 mars 1984)
Romantic Night (en capitales : ROMANTIC NIGHT) est le 2e album de Mari Hamada.

## Présentation
L'album est parfois sous-titré Honô no Chikai (炎の誓い), du titre alternatif japonais figurant sur le obi du disque (bande de papier entourant les disques au Japon).
Il sort le 16 décembre 1983 au Japon sous le label Invitation de Victor Entertainment, huit mois seulement après le premier album de la chanteuse, Lunatic Doll. De même que ses autres albums, il est ré-édité le 24 mars 1994 à l'occasion de ses 10 ans de carrière (présentation officielle fautive), puis le 22 octobre 2008 pour ses 25 ans de carrière, et le 15 janvier 2014 pour les 30 ans.
Comme l'album précédent, il est produit par Munetaka Higuchi, batteur du groupe de heavy metal Loudness, et contient dix titres du même style musical, qu'il a lui-même écrits avec son "Higuchi Project Team" (composé du chanteur Nobuo Yamada, de Keiji Katayama, et de Hiroaki Matsuzawa, non crédités) et interprétés avec des musiciens connus de la scène nippone. Aucun titre n'est sorti en single, mais Don't Change Your Mind et la chanson-titre Romantic Night figureront sur plusieurs compilations de la chanteuse. La moitié des titres de l'album figurera d'ailleurs sur son prochain disque, la compilation First Period qui sort trois mois plus tard.

## Liste des titres
Paroles, musique et arrangements par Munetaka Higuchi & Higuchi Project Team.
| CD    | CD                     | CD    | CD | CD | CD | CD | CD | CD | CD |
| No    | Titre                  | Durée |    |    |    |    |    |    |    |
| ----- | ---------------------- | ----- | -- | -- | -- | -- | -- | -- | -- |
| 1.    | Don't Change Your Mind | 4:23  |    |    |    |    |    |    |    |
| 2.    | Violence Fire          | 4:08  |    |    |    |    |    |    |    |
| 3.    | From Long Ago          | 3:54  |    |    |    |    |    |    |    |
| 4.    | Xanadu                 | 3:08  |    |    |    |    |    |    |    |
| 5.    | Lost My Heart          | 5:12  |    |    |    |    |    |    |    |
| 6.    | Romantic Night         | 3:54  |    |    |    |    |    |    |    |
| 7.    | Shadow                 | 4:11  |    |    |    |    |    |    |    |
| 8.    | Can't Stop Rock'n'Roll | 3:51  |    |    |    |    |    |    |    |
| 9.    | Jumping High           | 4:32  |    |    |    |    |    |    |    |
| 10.   | So Long                | 1:22  |    |    |    |    |    |    |    |
| 38:40 |                        |       |    |    |    |    |    |    |    |

## Musiciens
- Mari Hamada : chant
- Munetaka Higuchi : batterie
- Kenji Kitajima (北島健二?) : guitare
- Hiroaki Matsuzawa (松澤浩明?) : guitare
- Hiro Nagasawa (長沢ヒロ?) : basse
- Yoshihiro Naruse (鳴瀬喜博?) : basse
- Yuki Nakajima (中島優貴?) : claviers